# چرسگتومای
چِرسِگتومای (به مجاری:  Cserszegtomaj) یک شهرداری در مجارستان است که در ناحیه کست‌هی واقع شده‌است. چرسگتومای ۱۲٫۶۰ کیلومتر مربع مساحت و ۳٬۰۰۳ نفر جمعیت دارد.